# Joseph Talvas
Pour les articles homonymes, voir Talvas.
Joseph Talvas est un homme politique français, né le 17 mai 1845 à Ploemeur et mort le 5 novembre 1904 à Lorient. Il exerce comme maire de Lorient d'avril 1904 à novembre 1904. Mis en cause dans l'affaire des fiches, il se suicide.

## Biographie
Joseph Talvas né le 17 mai 1845 à Ploemeur. Il effectue son service militaire dans la Marine comme fourrier, et fait le choix de s'engager dans celle-ci à la fin de son service. Employé de commissariat, il a le grade de sous-agent lorsqu'il prend sa retraite.
Il est actif dans plusieurs associations lorientaise. Il dirige ainsi la section locale de la Ligue des droits de l'homme. Franc-maçon, il devient le Vénérable Maître de la loge lorientaise Nature et philanthropie. Ses opinions anticléricales sont publiques en ville.
Il s'engage en politique au moment de sa retraite, et se fait élire comme conseiller municipal de Lorient en 1890, puis conseiller général du Morbihan en 1893. Il devient le premier adjoint du maire Adolphe L'Helgoualc'h lors de l'élection de celui-ci en 1897, puis est nommé maire le 15 avril 1904 lorsque la maladie rend impossible le mandat de ce dernier. Il est élu le mois suivant.
Son mandat de maire coïncide au moment où à l'échelle nationale le gouvernement d'Émile Combes met en place une politique anticléricale. Il fait appliquer avec zèle la loi de juillet 1904 interdisant d'enseignement les congrégations religieuses, et fait interdire dès octobre 1904 les processions religieuse en ville, ainsi que le port de viatique aux mourants. Cette politique est combattant avec vigueur au niveau local par le curé de Lorient, Adolphe Duparc.
Mis en cause par la presse nationale le 28 octobre 1904 dans le cadre de l'affaire des fiches et attaqué à la Chambre des députés par le député Jean Guyot de Villeneuve, il se suicide le 5 novembre 1904 d'un coup de revolver dans la bouche. Il est enterré au cimetière de Carnel.

## Décoration
- Chevalier de la Légion d'honneur (15 juillet 1903)

### liens externes
- Ressource relative à la vie publique :   - base Léonore